# Hannah Baker
Hannah Baker es un personaje ficticio creado por el autor estadounidense Jay Asher, y es el personaje central de su novela de misterio Thirteen Reasons Why, que fue adaptada por la compañía de medios Netflix, como 13 Reasons Why. Hannah es estudiante de segundo año de la escuela secundaria Liberty; que lucha para adaptarse al vivir en un ambiente escolar antipático y una seguidilla de desavenencias; finalmente no logra sortearlas y termina en su posterior suicidio (eje de la serie). En la adaptación televisiva, Hannah es retratada por la actriz australiana Katherine Langford, quien regresó para la segunda temporada, que se estrenó en 2018.
13 Reasons Why recibió críticas en gran parte positivas, aunque también polarizadas, de críticos y audiencias. Aunque los críticos estaban divididos en varios aspectos de la serie, en particular cómo manejaba la salud mental y sus representaciones de violación y suicidio, elogiaron el desempeño de Langford. Langford más tarde recibió una Golden Globe Award por su actuación. Fue catapultada a la atención mundial y se le llamó diversamente «una revelación», «creíble y cruda» y «magnética». Daniel Montgomery del Gold Derby dijo que ella era una de las primeras candidatas para una nominación al Emmy Award.

## Desarrollo

### Caracterización
El libro de Asher fue criticado por la pobre caracterización de Hannah Baker, que muchos críticos dijeron que la serie de televisión lo mejoró. En su reseña del libro por The Guardian, Katherine Hughes escribió que Hannah «se encuentra no tanto como un alma joven en apuros sino como una arpía vengativa». El personaje fue inspirado por uno de los familiares de Asher, que había tratado de suicidarse.
Al comienzo de la serie, Hannah es una joven de una secundaria de 16 años de edad, «de un pueblo con una familia casi perfecta». Observando el realismo y la capacidad de relación del personaje con las personas de la vida real, Quinn Keaney de Popsugar escribió que Hannah, «es igual que tú [...] como alguien que conoces; ella es inteligente, tiene un futuro brillante por delante, ella tiene padres cariñosos, ella solo quiere ser querida». De Variety, Maureen Ryan ofreció una observación similar en la representación realista de los adolescentes, escribiendo que la  «oscuridad» en la vida de Hannah está «constantemente entrelazada con la resistencia natural y el optimismo cuestionador de la adolescencia». Escribiendo para TVLine, Andy Swift la describió como «una adolescente con un futuro brillante», mientras que Sarah Hughes de The Daily Telegraph la llamó «inteligente, divertida, hermosa y, a veces, incómoda de esa manera que son los adolescentes».
Durante la mayor parte de la historia, Hannah se caracteriza por su lucha por adaptarse a un entorno escolar antipático y por su «deseo de encajar» que «falla sobre todo». Su salud mental se deteriora al ser sometida a acoso escolar, ser tratada como una prostituta y a agresiones físicas. Hacia el final de la narrativa, la reunión de Hannah con el Sr. Porter marca su descenso total a la depresión. Mientras que algunos críticos alababan el trato honesto, Lauren Hoffman de Cosmopolitan dijo que la serie está «tan enamorada de la idea de Hannah como alguien que le hace cosas a los demás que descuida decirnos quién es ella misma». Ella dijo que fue un fracaso de «contar una historia» y una oportunidad perdida de «deshacer el estigma en torno a la enfermedad mental».
Aunque la historia de Hannah se cuenta principalmente mediante el uso de voz en off y flashbacks después de su suicidio, su personaje también se ve desde la perspectiva de Clay Jensen. En una entrevista con Entertainment Weekly, Asher declaró, «Clay es también los ojos y oídos para el lector. Esa es la persona con la que te estás conectando». Al elaborar sobre el uso del estilo narrativo en primera persona, Joanna Robinson de Vanity Fair escribió, «El trato romántico de Clay con Hannah como una chica de sueños inalcanzables", y que la idea se somete a un «escrutinio inteligente y matizado»; tanto que lleva a una necesidad de una evaluación de su complicidad en la muerte de Hannah. De Vox, Constance Grady, quien describió Hannah como «atractivamente dañada pero secretamente pura, sarcástica pero no amenazante [sic]», también reconoció la conexión entre Clay y Hannah y escribió que la serie dependía en gran medida «una conexión secreta» entre los dos.
 Ella dijo que la actuación de Langford conserva la «vulnerabilidad de ojos abiertos» del personaje.

### Casting y rodaje

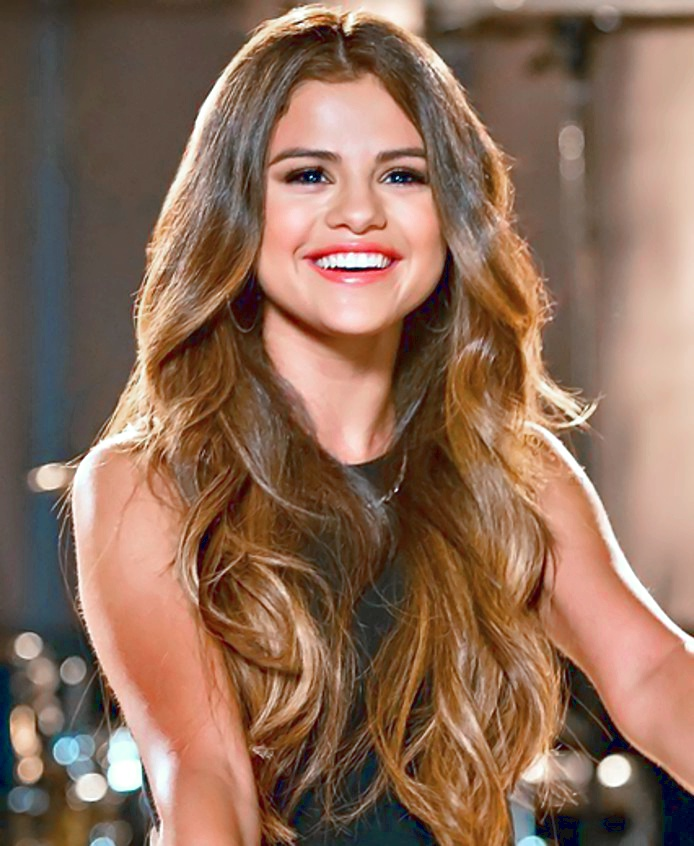
La productora de la serie Selena Gomez originalmente interpretaría a Hannah en una adaptación cinematográfica de la novela.

Hannah Baker fue interpretada por Katherine Langford en la serie de televisión; su primer crédito de actuación importante. El director de la serie, Tom McCarthy, el guionista Brian Yorkey y la productora ejecutiva Selena Gomez seleccionaron a Langford luego de una audición en Skype. Yorkey llamó al proceso de casting especialmente difícil debido al esfuerzo extra necesario para unir a la actriz con las visiones de los lectores de la novela. Hablando con James Gill del Radio Times, expresó su satisfacción por el casting de Langford y Dylan Minnette como el dúo principal, y dijo, «Valió la pena, porque se trataba de encontrar a dos personas que no solo retrataran a Hannah y Clay, sino que realmente entendieran en profundidad cuál es su viaje».
Universal Studios adquirió los derechos cinematográficos de la novela de Asher el 8 de febrero de 2011, y Gomez comenzó el proceso de elegir el papel de Hannah Baker. El 29 de octubre de 2015, se anunció que Netflix haría una adaptación televisiva del libro, con Gomez como productora ejecutiva. Tom McCarthy fue contratado para dirigir los primeros dos episodios. La serie está producida por Anonymous Content y Paramount Television con Gomez, McCarthy, Joy Gorman, Michael Sugar, Steve Golin, Mandy Teefey, y Kristel Laiblin como productores ejecutivos. La filmación para la serie tuvo lugar en las ciudades del norte de California de Vallejo, Benicia, San Rafael, Crockett y Sebastopol durante el verano de 2016. La primera temporada y el especial se lanzaron en Netflix el 31 de marzo de 2017.

## Recepción

### Respuesta crítica y análisis
El personaje recibió respuestas mixtas por los críticos y analistas de salud mental, pero fue bien recibido por los lectores y el público. Katherine Langford cosechó elogios por su actuación en la serie de televisión y fue llamada «una revelación», «creíble y cruda» y «magnética». Jesse Schedeen de IGN elogió su actuación diciendo: «Langford brilla en el papel principal [y] encarna ese optimismo y esa profunda tristeza [de Hannah] también». Daniel Feinberg de The Hollywood Reporter elogió la actuación «dinámica» de Langford y escribió, «La franqueza desgarradora de Langford te hace enraizar en un destino que sabes que no es posible».  Matthew Gilbert de The Boston Globe elogió la química de Langford y Minnette y dijo, «ver a estos dos jóvenes actores juntos es puro placer». Schedeen de IGN estuvo de acuerdo y dijo que los actores principales «a menudo están en su mejor momento juntos, canalizando el tipo de química cálida pero incómoda que uno esperaría de dos adolescentes que no pueden admitir sus sentimientos mutuos».